# Friedrich Schönborn
Friedrich Erwein Graf von Schönborn, v českojazyčných dobových pramenech též Bedřich hrabě Schönborn nebo Bedřich Ervín ze Schönbornu (10. září 1841 Praha-Malá Strana – 21. prosince 1907 Vídeň), byl rakousko-uherský, respektive český šlechtic a předlitavský politik, v letech 1881–1888 místodržitel na Moravě a poté v letech 1888–1895 ministr spravedlnosti Předlitavska.

## Biografie

### Mládí a veřejné aktivity do roku 1888
Pocházel ze staré německé šlechtické rodiny připomínané v Porýní od 13. století. Patřil k tzv. české větvi usazené od 18. století v Čechách. Narodil se jako druhorozený syn hraběte Ervína Damiána Schönborna (1812–1881) a jeho manželky Kristiny, rozené hraběnky Brühlové (1817–1902), významné představitelky ženského emancipačního hnutí v Čechách. V letech 1864–1872 vystudoval právo na Karlo-Ferdinandově univerzitě v Praze. Studijní vysokoškolské práce publikoval v obou zemských jazycích. Roku 1872 získal titul doktora práv.
Názorově byl konzervativcem se silným katolickým přesvědčením. Odmítal liberální ekonomické a sociální postoje. Odmítal etnický nacionalismus. V 70. letech publikoval několik veřejných spisů na státoprávní tematiku a podporoval české státoprávní ambice a federalistické pojetí rakouského státu. V 80. letech 19. století publikoval v listu Das Vaterland, který byl názorovou platformou konzervativních šlechticů z českých zemí. Od roku 1871 byl prezidentem Jednoty pro dostavbu svatovítské katedrály v Praze. V roce 1880 neúspěšně kandidoval na Plzeňsku do Říšské rady. Téhož roku pak nastoupil do státního soudního dvora. Od ledna 1881 byl doživotním členem Panské sněmovny. Od listopadu 1881 do roku 1888 zastával funkci místodržícího Moravy. Čelil kritice za ovlivňování procesu s podvodníkem Williamem svob. pánem von Pawel-Remmingenem a etničtí Němci z Moravy mu vyčítali dosazování českých úředníků na významné posty a čechizaci veřejné správy. V roce 1884 se stal poslancem Moravského zemského sněmu za obvod venkovských obcí na Uherskohradišťsku. Brzy ale mandát složil kvůli kontroverzím ohledně regulérnosti voleb. V roce 1886 se nezúčastnil opakované volby.

### Ministrem spravedlnosti a boj o punktace
11. října 1888 se stal ministrem spravedlnosti Předlitavska ve vládě Eduarda Taaffeho. Post si udržel i v následující vládě Alfreda Windischgrätze. Ministerstvo vedl do 19. červen 1895. Do čela rezortu nastoupil přesto, že neměl předchozí zkušenost v justiční úřednické službě. Nedostatek zkušeností si vynahrazoval jmenováním odborníků na vysoké posty ve vedení ministerstva (zejména Emil Steinbach a Franz Klein). Rozvinul zejména reformy procesního řízení. Odmítal přílišné omezování svobody tisku.
V roce 1890 se podílel na plánu česko-německého vyrovnání (takzvané punktace). Když na základě tohoto složitě dojednaného kompromisu přikročil okamžitě ke změnám v organizaci soudnictví v převážně německy mluvících oblastech Čech, což bylo výrazným českým ústupkem, aniž by začal implementovat i pro českou stranu výhodnější body dohody, stal se on i punktace jako takové terčem kritiky mladočechů. Součástí dohody byl i Schönbornův neoficiální příslib zavedení češtiny coby vnitřního jazyka úřadů v etnicky české části Čech. Když opozice proti punktacím na české politické scéně sílila, pokusil se hlavní architekt punktací, staročeský předák František Ladislav Rieger, o urgentní jednání s Schönbornem, zda by tuto možnost mohl urychleně realizovat a tak otupit kritiku ze strany mladočechů. Tato takzvaná Schönbornova jazyková nařízení ale nebyla vydána a ministr nadále počítal s uchováním němčiny coby jazyka vnitřního úřadování státních institucí, zejména soudů v Čechách. Celá záležitost vedla k otřesům v české politice i k přeskupení vládních a protivládních sil. Mladočeši, nyní již jasně opoziční, dokonce v roce 1892 navrhovali v parlamentu žalobu na Schönborna kvůli tomu, že nechal zřídit ministerským nařízením nový soudní okres Teplice nad Metují a přeřadit obec Hony do okresu Broumov, přičemž tak fakticky pokračoval v realizaci proněmeckých bodů punktací, ačkoliv česká strana nyní punktace odmítala.

### Veřejné aktivity po odchodu z vlády
Po odchodu z vlády se v roce 1895 stal prezidentem Správního soudního dvora (v této funkci nahradil hraběte Richarda Belcrediho). Působil také jako člen rozhodčího soudu v Haagu. Byl aktivní v četných uměleckých spolcích a angažoval se pro zákaz duelů.
Z čestných funkcí dosáhl hodností c. k. komořího (1881) a tajného rady (1883). Za zásluhy byl nositelem velkokříže Řádu Františka Josefa a Leopoldova řádu, dále rytířem Řádu železné koruny. Vyznamenání získal i v zahraničí, byl nositelem velkokříže francouzského Řádu čestné legie a rytířem ruského Řádu sv. Anny. Během svého působení na Moravě se stal čestným občanem v Uherském Hradišti. Byl též čestným rytířem Maltézského řádu.
Jeho manželkou byla hraběnka Terezie Černínová z Chudenic (1843–1910), c. k. palácová dáma a dáma Řádu hvězdového kříže, dcera hraběte Jaromíra Černína. Manželství zůstalo bezdětné.
Jeho nejstarší bratr Karel Bedřich (1840–1908) spravoval rodový majetek v západních a severních Čechách, byl též poslancem českého zemského sněmu a členem Panské sněmovny. Další bratr František (1844–1899) se oddal duchovnímu stavu, byl kardinálem a pražským arcibiskupem. Významným představitelem veřejného života v Čechách byl také nejmladší bratr Vojtěch (Adalbert, 1854–1924).